# Günther Theischinger
Günther Theischinger, född den 21 februari 1940 i Linz, är en österrikisk entomolog som specialiserat sig på trollsländor.
Auktorsnamnet Theischinger kan användas för Günther Theischinger i samband med ett vetenskapligt namn inom zoologin; se Wikipedia-artiklar som länkar till auktorsnamnet.
|  | Wikispecies har information om Günther Theischinger. |